# Ten Years Are Gone
Ten Years Are Gone je sólové studiové dvojalbum Johna Mayalla. Nahrávání alba probíhalo ve studiích Sunset Sound v kalifornském Los Angeles a vyšlo v roce 1973 pod značkou Polydor Records.

## Seznam skladeb
| Původní vydání | Původní vydání                | Původní vydání | Původní vydání |
| Pořadí         | Název                         | Autor          | Délka          |
| -------------- | ----------------------------- | -------------- | -------------- |
| 1.             | Ten Years Are Gone            | Mayall         | 4:46           |
| 2.             | Driving Till the Break of Day | Mayall         | 5:03           |
| 3.             | Drifting                      | Mayall         | 4:34           |
| 4.             | Better Pass You By            | Mayall         | 5:12           |
| 5.             | California Campground         | Mayall         | 3:12           |
| 6.             | Undecided                     | Robinson       | 2:51           |
| 7.             | Good Looking Stranger         | Mayall         | 4:23           |
| 8.             | I Still Care                  | Mayall         | 4:17           |
| 9.             | Don't Hang Me Up              | Mayall         | 4:11           |
| 10.            | Introduction                  | Mayall         | 2:05           |
| 11.            | Sitting Here Thinking         | Mayall         | 7:58           |
| 12.            | Harmonica Free Form           | Mayall         | 11:36          |
| 13.            | Burning Sun                   | Mayall         | 5:10           |
| 14.            | Dark of the Night             | Mayall         | 17:41          |

## Sestava
- John Mayall – klavír, kytara, harmonika, zpěv
- Freddy Robinson – kytara, zpěv
- Victor Gaskin – baskytara
- Keef Hartley – bicí
- Blue Mitchell – trubka, křídlovka
- Sugarcane Harris – housle
- Red Holloway – altsaxofon, tenorsaxofon, flétna